# The Humans (película de 2021)
The Humans es una película estadounidense de drama de 2021, escrita y dirigida por Stephen Karam en su debut como director de largometrajes y basada en su obra de teatro en un acto del mismo nombre. Está protagonizada por Richard Jenkins, Jayne Houdyshell, Amy Schumer, Beanie Feldstein, Steven Yeun y June Squibb. Tuvo su estreno mundial en el Festival Internacional de Cine de Toronto de 2021 el 12 de septiembre de 2021. La película fue estrenada por A24 el 24 de noviembre de 2021, tanto en cines como en Showtime.

## Sinopsis
Ambientada en un dúplex de antes de la guerra en Manhattan. La familia Blake se reúne con normalidad para celebrar el Día de Acción de Gracias hasta que la oscuridad se cierne sobre el edificio y empiezan a suceder cosas extrañas.

## Argumento
El Día de Acción de Gracias, Erik (Richard Jenkins) y Deirdre Blake (Jayne Houdyshell), su hija Aimee (Amy Schumer) y la madre senil de Erik, Momo (June Squibb), visitan a su otra hija, Brigid (Beanie Feldstein), en su nuevo apartamento que comparte con su pareja, Richard (Steven Yeun). Erik inmediatamente desaprueba el apartamento, ya que está deteriorado, en una zona de riesgo de inundación y cerca de la Zona cero. Tiene un trauma persistente del 11 de septiembre: había llevado a Aimee a una entrevista de trabajo ese día y había planeado visitar la plataforma de observación de las Torres Gemelas, pero esperó al otro lado de la calle porque la plataforma aún no había abierto por la mañana. También lo han perseguido los recuerdos de ver a una víctima fallecida que se parecía a Aimee.
A medida que avanza la noche, la tensión y la infelicidad en la familia son evidentes. Brigid está abiertamente resentida porque sus padres no le han dado dinero para permitirse un mejor estilo de vida, y en privado está herida porque sus sueños de ser escritora no se han hecho realidad; ha sido rechazada varias veces y lucha por encontrar empleo. Tanto ella como su pareja enfrentan la desaprobación de Deirdre de que aún no están casados. Richard ha luchado contra la depresión y está a flote en su vida personal y profesional, ya que recibirá un fondo fiduciario que no recibirá hasta que tenga 40 años, dentro de cinco años. Aimee sufre de una enfermedad crónica, recientemente perdió tanto su trabajo como a su novia de toda la vida, y necesitará que le extirpen el colon. Deirdre sufre de sus propios problemas de salud y recibe las burlas del resto de la familia debido a su actitud religiosa, y Erik, ya deprimido por la condición de Momo, choca con Brigid al juzgar su ética de trabajo y estilo de vida. Hay un breve respiro cuando Deirdre le lee a la hija una carta que Momo escribió cuando aún estaba lúcida, disculpándose por su deterioro y asegurándoles que siempre los amará y que no se enfadaran tanto con los problemas de la vida.
La familia eventualmente comienza a hablar sobre sus sueños y pesadillas. Richard es abierto y honesto acerca de los suyos, pero Erik se muestra reservado a la hora de revelar los suyos. Finalmente, confiesa que sufre pesadillas sobre una mujer sin rostro, lo que implica que refleje su trauma del 11 de septiembre. El resto de la familia se burla de él por la mujer sin rostro, para su incomodidad. Después de que termina la cena, se va la luz, sumiendo el apartamento en la oscuridad. Brigid y Aimee aseguran a sus padres que pueden disfrutar de unas relajantes vacaciones en la amada casa del lago de la familia, solo para que Deirdre admita que tuvieron que venderla para financiar el cuidado de Momo. Las hijas reciben otro bombazo: Erik fue despedido de su antiguo trabajo como conserje de una escuela católica y le revocaron su pensión después de que se descubrieran que tenía una aventura con una de las maestras de la escuela. A pesar de la seguridad de Erik de que él y Deirdre recibieron asesoramiento y superaron su infidelidad, las hijas están horrorizadas y desilusionadas con su padre.
Cuando termina el Día de Acción de Gracias, los miembros de la familia visitantes parten hacia un hotel. Mientras el resto ayuda a Momo a subir al taxi, Erik se queda atrás en el apartamento, intentando arreglar el corte de energía; sin embargo, se desorienta y sufre un ataque de pánico en la oscuridad, dejándolo gimiendo y rezando. Solo recupera el sentido cuando Brigid vuelve a entrar al apartamento para recogerlo y se van juntos.

## Reparto
- Beanie Feldstein como Brigid Blake
- Richard Jenkins como Erik Blake
- Jayne Houdyshell como Deirdre Blake
- Amy Schumer como Aimee Blake
- Steven Yeun como Richard
- June Squibb como Momo

## Producción
A24, IAC Films, Scott Rudin y Eli Bush hicieron un trato en marzo de 2019 con Stephen Karam para adaptar su obra para un largometraje. Jayne Houdyshell estaba lista para repetir su papel de la producción de Broadway en la película, con Beanie Feldstein, Richard Jenkins, Amy Schumer y Steven Yeun también en el reparto. En abril de 2021, Scott Rudin fue destituido como productor de la película, luego de acusaciones de abuso.
La fotografía principal comenzó en septiembre de 2019, en la ciudad de Nueva York.

## Lanzamiento
The Humans se estrenó en el Festival Internacional de Cine de Toronto el 12 de septiembre de 2021. Al final de su recorrido, la película fue proyectada en más de 25 festivales de cine, incluidos los de Austin (proyección Centerpiece), Indianápolis (proyección Centerpiece), Nashville (noche de cierre), Middleburg, San Diego, Filadelfia, Denver y Savannah. La película se estrenó simultáneamente en los cines y se emitió por Showtime el 24 de noviembre de 2021.

## Recepción
En el sitio web del agregador de reseñas Rotten Tomatoes, el 92% de las 129 reseñas de los críticos son positivas, con una calificación promedio de 7.5/10. El consenso del sitio web dice: «The Humans lleva su material fuente ganador del Tony del escenario a la pantalla sin sacrificar la esencia del drama disfuncional del escritor y director Stephen Karam». Metacritic asignó a la película una puntuación media ponderada de 78 sobre 100, basada en 38 críticos, lo que indica «críticas generalmente favorables».
La película se ubicó en varias listas Top 10 de 2021, incluidas Vanity Fair, Associated Press, The Guardian, Vogue, The Austin Chronicle, RogerEbert.com, The Hollywood Reporter y la lista de IndieWire de los mejores primeros largometrajes de 2021.